# Werner Mohl
Werner Mohl (* 24. Februar 1950 in Mödling) ist ein österreichischer Herzchirurg am Allgemeinen Krankenhaus der Stadt Wien und Universitätsprofessor an der Universität Wien. Mohl ist bekannt durch seine Arbeiten über die von ihm entwickelte Therapie Pressure-controlled intermittent coronary sinus occlusion (PICSO) zur Behandlung von Herzinfarkten.

## Leben
Mohl studierte nach der Matura am Bundesrealgymnasium Mödling Medizin an der Universität Wien von 1969 bis 1974. 1975 trat er in die 2. Chirurgische Universitätsklinik, Wien, ein. Von 1975 bis 1981 war er Assistenzarzt für Traumatologie am Lorenz Böhler Krankenhaus in Wien und von 1975 bis 1981 Assistenzarzt für Chirurgie. Mohl studierte im weiteren Anthropologie, Psychologe und Genetik an der Universität Wien und schloss dort 1978 mit einem PhD in Humanbiologie über die Thesis „Genetik angeborener Herzmißbildungen“ ab. 1984 erfolgte die Ernennung zum Oberarzt. 1986 wurde Mohl habilitiert und im selben Jahr zum außerordentlichen Professor für Chirurgie (Spezialfach Herz, Thorax Gefäßchirurgie) an der Universität Wien ernannt. Er arbeitete von 1975 bis zu seiner Emeritierung 2015 am Department für Herzchirurgie an der 2. Chirurgischen Universitätsklinik für Chirurgie am Allgemeinen Krankenhaus der Stadt Wien. Mohl ist Erfinder mehrerer Konzepte für Herzchirurgie, Herzmuskelschutz, Herzfehler-Therapie und perkutane Herzklappenchirurgie. Er hält seit 1978 mehrere weltweite Patente in Kardiologie und Herzchirurgie, darunter auf den Gebieten Gewebsversiegelung, Pacing, Blutgefäßersatz, Blutpumpen, PICSO sowie ein Transkatheter-Mitralklappenkonzept. Mohl besitzt Ehrenprofessuren für Herzchirurgie an den Universitäten Nanjing (2011), Liaoning (2011), Ürümqi (2012) und Jining (2014).

## Wissenschaftlicher Beitrag
Der Herzmuskel kann durch Verengungen oder den akuten Verschluss der Herzkranzgefäße dauerhaft in seiner Funktion geschädigt werden. Beim Herzinfarkt beginnen sofort nach dem Verschluss eines Herzkranzgefäßes Herzmuskelzellen abzusterben. Die Wiedereröffnung des Infarktgefäßes stellt einen Wettlauf mit der Zeit dar. Vom Krankheitsprozess nicht betroffen sind die Herzvenen. Diesen Zugang nutzt das von Mohl entwickelte und 1984 erstmals publizierte Verfahren PICSO (Pressure- controlled Intermittent Coronary Sinus Occlusion) zum Schutz des Herzmuskels – vor, während und nach der Wiedereröffnung (Reperfusion) der Infarktarterie. PICSO ist ein Behandlungskonzept zur Optimierung der Herzdurchblutung nach einem Herzinfarkt oder einem chronischen Verlust von vitalem Herzgewebe. Mit Hilfe eines Ballonkatheters und einer Druckpumpe wird der Blutabfluss in den Koronarvenen vom Herzmuskel periodisch und kurzfristig unterbunden. Es entsteht ein periodischer Rückstau des Bluts im Herzmuskel, der dessen Durchblutung verbessert. Die Venen des vom Infarkt betroffenen Herzareals füllen sich rhythmisch mit Blut.
Außerdem beschrieb Mohl weitere positive Effekte durch die PICSO-Therapie:
1. Redistribution von Blut in das Infarktareal (Infarktreduktion, Funktionsverbesserung)

1. Neue wissenschaftliche Erkenntnisse lassen auch vermuten, dass diese Methode direkt zur Regeneration dauerhaft geschädigter Herzmuskelbezirke herangezogen werden kann. Mehrere Studien haben die Wirksamkeit der Methode in Relation zum venösen Staudruck bewiesen. Dadurch lässt sich der Stoffwechsel reaktivieren und auch in schlecht durchbluteten Arealen der Verlust an Herzmuskelzellen reduzieren und geschädigte Herzen regenerieren.[3]
2. Auswascheffekt toxischer Stoffwechselprodukte im Herzmuskelgebiet (Beeinflussung des Reperfusionsschadens und der „no reflow zone“)[3]# Embryonic recall.[4][5] Vor einigen Jahren hat die Stammzelltherapie beim Herzinfarkt eine Vision einer Heilung aufgezeigt. Ein seit langem bekanntes Verfahren zur Verbesserung der Durchblutung des Herzens zeigt einen Ausweg. Während man in der klassischen Form der Stammzelltherapie auf die Pluripotenz der transplantierten Zellen zählte, scheint es nun gelungen, eine Alternative zu entwickeln nämlich diese Pluripotenz durch einen Mechanismus im gefährdeten Herzen durch einen mechanischen Prozess selbst herbeizuführen. Durch die Hämodynamik des gestauten und in das Infarktgebiet zurückfließenden Bluts wird eine Aktivierung der Gefäßinnenhaut (Endothelien, Perizyten) der Koronarvenen hervorgerufen (Mechanotransduktion). Dieser Mechanismus ist eine Wiederbelebung ähnlicher Vorgänge, die im embryonalen Herzen zur Reifung des Herzmuskels und Bildung der Koronargefäße aber auch der komplexen Struktur des Herzens ablaufen. Dazu gehören Mechanismen, die das ursprüngliche Milieu, welches während der Herzentwicklung im Embryo vorherrscht, zur Regeneration des akut gefährdeten Herzens wiederherstellen (embryonic recall).

Mohl fand eine Verbindung zwischen verschiedenen Herz-Kreislauf Phänotypen und Gensequenzen, z. B. eine Verbindung zwischen familiärem Atriumseptumdefekt Sekundum-Typ und 6p21.3, einer Region auf Chromosom 6, die die Gene PSMB8 und PSMB9 enthält. 1989 gaben Mohl und Maurer eine umfangreiche Arbeit über interventionelle Echocardiographie und Doppler in der Herzchirurgie heraus.

## Mitgliedschaften in wissenschaftlichen Vereinigungen
- Fellow der European Association for Cardio-Thoracic Surgery (EACTS)
- Reviewer mehrerer peer reviewed Fachjournale
- Mitglied des Editorial Board beim ICTVS Journal
- Gründungsmitglied und General Sekretär der International Society of Coronary Sinus Interventions[9]
- Lehrbeauftragter und Gastprofessuren in USA and Japan, Deutschland, Niederlande, Belgien, Ukraine, Rumänien, Bangladesh, Irak, Katar, Abu Dhabi
- Mitglied der EACTS
- Member der Austrian Cardiothoracic Surgery
- Co-Direktor des Sino Austrian Cardiovascular Research Institute in Nanjing

## Ehrungen und Auszeichnungen
- 1991 Franz J. Köhler Preis der Deutschen Gesellschaft Thorax, Herz Gefäßchirurgie[10]
- 2011 Zukunftspreis der Stadt Wien[11]

## Publikationen
- ResearchGate Publikationsliste Werner Mohl
- PubMed Publikationsliste Mohl W